# Zinaida Sendriūtė
Zinaida Sendriūtė (Skuodas, 20 december 1984) is een atleet uit Litouwen.
In 2008 nam Sendriūtė deel aan de Olympische Zomerspelen van Beijing, evenals op de
Olympische Zomerspelen van Londen en de Olympische Zomerspelen van Rio de Janeiro in 2016. In 2012 haalde ze de finale, waarin ze als achtste eindigde.

## Persoonlijke records
Outdoor
| Onderdeel    | Prestatie | Plaats       | Datum       |
| ------------ | --------- | ------------ | ----------- |
| discuswerpen | 65,97 m   | Kaunas (LTU) | 31 mei 2013 |

bijgewerkt november-2021
- World Athletics: 14290377